# Tony Wolf
Tony Wolf, pseudonimo di Antonio Lupatelli (Busseto, 1930 – Cremona, 18 maggio 2018), è stato un illustratore italiano, celebre soprattutto per le sue illustrazioni di libri per l'infanzia.

## Biografia
Trasferitosi in tenera età a Cremona, città dove crebbe e dove ha vissuto fino alla scomparsa, iniziò la sua attività professionale negli anni cinquanta collaborando con i Fratelli Pagotto (Nino Pagot e Toni Pagot), poi con la casa editrice britannica Fleetway, da allora inventò personaggi fiabeschi e illustrò varie storie. Tra il 1974 e il 1975 realizzò per il Corriere dei Piccoli la serie Ciccio Sprai, su testi di Carlo Triberti, oltre ad alcuni adattamenti di favole celebri, come Lo schiaccianoci. Anni dopo iniziò a lavorare con la casa editrice italiana Fratelli Fabbri Editori e la Dami Editore illustrando favole e libri per l'infanzia, anche con l'altro pseudonimo di Oda Taro.
Ha poi avuto una lunga collaborazione con l'editore Lo Scarabeo di Torino pubblicando, senza pseudonimi, svariati mazzi di tarocchi tra i quali I tarocchi degli gnomi, famosi per essere il più piccolo mazzo di tarocchi mai pubblicato. A queste illustrazioni si ispirò Giordano Berti per scrivere la favola omonima (1988) e per un gioco di società, Gnomopoli (1994), entrambi editi da Lo Scarabeo. Lo stesso Giordano Berti, poi, utilizzò I tarocchi dei folletti come illustrazioni per il suo romanzo Il monte dei folletti (Araba Fenice, Boves, 2012), ambientato sull'Alpe di Monghidoro, con un'introduzione di Gianni Morandi.
Alla sua serie di libri Storie del bosco (pubblicata da Dami Editore) è ispirata la serie animata giapponese La principessa dai capelli blu (prodotta da Nippon Animation nel 1986-1987, nota a livello internazionale col titolo Bosco Adventure), trasmessa per la prima volta da Italia 1 nel 1988.
La prima personale si è svolta a Cremona, nel dicembre 2017, nel complesso espositivo di Santa Maria della Pietà, 
mentre nel marzo 2018 si è svolta a Genova, nelle sale espositive delle Raccolte Frugone a Villa Grimaldi Fassio, presso i Musei di Nervi. Nel 2019 a Cividale del Friuli (2 febbraio - 10 marzo 2019) dal titolo Lupus in Fabula nel mondo di Tony Wolf. L'ultima mostra dedicata all'illustratore è stata a Pordenone al PAFF! Palazzo Arti Fumetto Friuli  (16 ottobre 2022 - 8 gennaio 2023) dal titolo Attenti al lupo.
Muore a Cremona il 18 maggio 2018 all'età di 88 anni.

## Opere
- Freddy Frog. (Freddy la rana)
- Fun in Toyland. (Divertimento nel paese dei giocattoli)
- Jack and Jill.
- Jack and Jill and Playhour. (Jack e Jill e l'ora di giocare)
- Little Scooty.
- Il viaggio delle meraviglie.
- Le avventure di Tom e Penny 1, 2 e 3.
- Animali del mondo.
- Pandi ferroviere, Milano, Dami Editore, 1981, ISBN 88-09-60711-2.
- Pandi dottore, Milano, Dami Editore, 1981, ISBN 88-09-60712-0.
- Pandi esploratore, Milano, Dami Editore, 1981, ISBN 88-09-61444-5.
- Pandi automobilista, Milano, Dami Editore, 1981, ISBN 88-09-60714-7.
- Pandi guerriero, Milano, Dami Editore, 1981, ISBN 88-09-60715-5.
- Pandi e la magia, Milano, Dami Editore, 1981, ISBN 88-09-60717-1.
- Pandi costruttore, Milano, Dami Editore, 1982, ISBN 88-09-60717-1.
- Pandi e gli uccellini, Milano, Dami Editore, 1982, ISBN 88-09-60719-8.
- Pandi e la palla, Milano, Dami Editore, 1982, ISBN 88-09-60718-X.
- Pandi e il circo, Milano, Dami Editore, 1982, ISBN 88-09-60720-1.
- Pandi e la neve, Milano, Dami Editore, 1982, ISBN 88-09-60721-X.
- Storie del bosco, di gnomi, di giganti e di fate, Milano, Dami Editore, 1987, ISBN non esistente.
- Le storie del bosco, Milano, Dami Editore, 1989, ISBN 88-09-88162-1.
- (EN) A Trip on the Road, Tormont, 1990, ISBN non esistente.
- (SK) Tony Wolf, Moja največja knjiga, traduzione di Antek Koščak, A. Koščak, 1990, ISBN 86-7711-001-1.
- (NL) G. Mouton e Elizabeth Adams, Robin in speelgoedland, illustrazioni di Tony Wolf, Dami & Koome, 1990, ISBN 90-5133-008-1.
- (EN) Peter Holeinone, The Story of Cinderella and Other Tales, illustrazioni di Tony Wolf, Tormont, 1990, ISBN 2-921171-73-2.
- (FR) Sibylle von Flüe e Madeleine de Couët, Pingu et ses amis, illustrazioni di Tony Wolf, Editions Artis-Historia, 1990, ISBN non esistente.
- (EN) Tales from Woodland, Random House Value Pub, 1991, ISBN 2-920845-70-5.
- (EN, FR) Dictionnaire français-anglais illustré, Brimar, 1991, ISBN 2-89433-012-X.
- (FR) Les contes du Joli Bois, Les Éditions Brimar Incorporated, 1991, ISBN 2-920845-71-3.
- (FR) Peter Holeinone, Historias del bosque, illustrazioni di Tony Wolf, Brimar, 1991, ISBN 2-920845-73-X.
- (ES) Jane Brierley e Sarah Brierley, Viaje al Bosque, illustrazioni di Tony Wolf e Pascale Dupré, Tormont Publications Incorporated, 1991, ISBN 2-921171-98-8.
- (DE) Peter Holeinone, Słownik niemiecki dla dzieci, illustrazioni di Tony Wolf, Polska Oficyna Wydawnicza "BGW", 1991, ISBN 83-85167-60-9.
- (EN) Jane Brierley, World of Animals, illustrazioni di Tony Wolf, Tormont, 1992, ISBN 2-89429-079-9.
- (EN) Jane Brierley, Freddy the Sporty Frog, illustrazioni di Tony Wolf, Tormont, 1992, ISBN 2-89429-064-0.
- (ES) Peter Holeinone, Historias del bosque, illustrazioni di Tony Wolf, Molino, 1992, ISBN 84-272-7119-0.
- (ES) Herenia Antillon Almazan, Los grandes gatos, illustrazioni di Tony Wolf, Tormont, 1992, ISBN non esistente.
- (DE) Sibylle von Flüe, Pingu der Pechvogel, illustrazioni di Tony Wolf, Silva-Verlag, 1992, ISBN non esistente.
- (ES) Jane Brierley, El mundo de los animales, illustrazioni di Tony Wolf, Tormont, 1992, ISBN 2-89429-135-3.
- (ES) Herenia Antillón Almazán, El grillo grititos, illustrazioni di Tony Wolf, Tormont, 1992, ISBN 2-89429-116-7.
- (EN) Sybille von Flüe, Pingu the Sportsman, illustrazioni di Tony Wolf, BBC Worldwide, 1993, ISBN 0-563-40335-7.
- (EN) Sybille von Flüe, Pingu the Star, illustrazioni di Tony Wolf, BBC Worldwide, 1993, ISBN 0-563-40307-1.
- (EN) Sybille von Flüe, Pingu Has Fun, illustrazioni di Tony Wolf, BBC Worldwide, 1993, ISBN 0-563-40308-X.
- Sybille von Flüe, Pingu e il gabbiano impertinente, illustrazioni di Tony Wolf, Milano, Dami Editore, 1993, ISBN 88-09-45293-3.
- (EN) Sybille von Flüe, Pingu the Adventurer, illustrazioni di Tony Wolf, BBC Worldwide, 1993, ISBN 0-563-40336-5.
- (EN) Sybille von Flüe, Pingu and the Seal, illustrazioni di Tony Wolf, BBC Worldwide, 1993, ISBN 0-563-40314-4.
- (EN) Sybille von Flüe, Pingu and His Sister, illustrazioni di Tony Wolf, BBC Worldwide, 1993, ISBN 0-563-40312-8.
- (EN) Sybille von Flüe, Pingu and His Family, illustrazioni di Tony Wolf, BBC Worldwide, 1993, ISBN 0-563-40311-X.
- (EN) Sybille von Flüe, Pingu and His Grandpa, illustrazioni di Tony Wolf, BBC Worldwide, 1993, ISBN 0-563-40313-6.
- (FR) Sibylle von Flüe, Pingu feiert Feste, illustrazioni di Tony Wolf, Silva, 1993, ISBN non esistente.
- La fattoria del signor Porcelli, Milano, Dami Editore, 1994, ISBN 88-09-60307-9.
- Peter Holeinone, Teddy, Coniglietti & Pinguino. Valigetta camioncino, illustrazioni di Tony Wolf, Milano, Dami Editore, 1994, ISBN 88-09-60319-2.
- (EN) Sybille von Flüe, Pingu and the Birthday Present, illustrazioni di Tony Wolf, BBC Worldwide, 1994, ISBN 0-563-40349-7.
- (EN) Sybille von Flüe, Pingu the Postman ; Barrel of Fun, illustrazioni di Tony Wolf, BBC Worldwide, 1994, ISBN 0-563-40364-0.
- (EN) Sybille von Flüe, Pingu Goes Fishing ; Pingu Plays Fish Tennis, illustrazioni di Tony Wolf, BBC Worldwide, 1994, ISBN 0-563-40365-9.
- (EN) Sybille von Flüe, Pingu A Lift-the-flap Story Book, illustrazioni di Tony Wolf, BBC Worldwide, 1994, ISBN 0-563-40347-0.
- (EN) The Three Little Pigs, Tormont, 1994, ISBN 2-89429-532-4.
- (EN) Snow White, Tormont, 1994, ISBN 2-89429-536-7.
- (EN) Aladdin, Tormont, 1994, ISBN 2-89429-534-0.
- (EN) Sibylle von Flüe, Pingu Sits on the Egg ; The Birth of Pinga, illustrazioni di Tony Wolf, BBC Children's Books, 1994, ISBN 0-563-40366-7.
- (DE) Sibylle von Flüe, Pingu feiert Feste, traduzione di Rolf Inhauser, illustrazioni di Tony Wolf, Sauerländer, 1994, ISBN 3-7941-3821-X.
- (DE) Sibylle von Flüe, Pingu und seine Freunde, traduzione di Rolf Inhauser, illustrazioni di Tony Wolf, Sauerländer, 1994, ISBN 3-7941-3820-1.
- (DE) Sibylle von Flüe, Pingu, traduzione di Rolf Inhauser, illustrazioni di Tony Wolf, Karl Müller Verlag, 1994, ISBN 972-26-0460-0.
- La casa dello gnomo, Milano, Dami Editore, 1995, ISBN 88-09-60667-1.
- Peter Holeinone, La fuga nella foresta, illustrazioni di Tony Wolf, Milano, Dami Editore, 1995, ISBN non esistente.
- Teddy, Coniglietti & Pinguino. Valigetta dinosauro, Milano, Dami Editore, 1995, ISBN 88-09-60666-3.
- Sybille von Flüe, Pingu monello, illustrazioni di Tony Wolf, Milano, Dami Editore, 1995, ISBN 88-09-60700-7.
- Sybille von Flüe, Pingu e la foca, illustrazioni di Tony Wolf, Milano, Dami Editore, 1995, ISBN 88-09-60699-X.
- (EN) Sybille von Flüe, Pingu and Pinga Stay Up, illustrazioni di Tony Wolf, BBC Worldwide, 1995, ISBN 0-563-40428-0.
- (EN) Sybille von Flüe, Pingu and the Spotty Day, illustrazioni di Tony Wolf, BBC Worldwide, 1995, ISBN 0-563-40392-6.
- (EN) Sybille von Flüe, Pingu and the New Baby, illustrazioni di Tony Wolf, BBC Worldwide, 1995, ISBN 0-563-40427-2.
- (EN) Sybille von Flüe, Pingu Looks After the Egg, illustrazioni di Tony Wolf, BBC Worldwide, 1995, ISBN 0-563-40391-8.
- (EN) Sybille von Flüe, Pingu and the Circus, illustrazioni di Tony Wolf, BBC Worldwide, 1995, ISBN 0-563-40394-2.
- (EN) Sybille von Flüe, Pingu and the Messy Meal, illustrazioni di Tony Wolf, BBC Worldwide, 1995, ISBN 0-563-40393-4.
- Peter Holeinone, L'uovo misterioso, illustrazioni di Tony Wolf, Milano, Dami Editore, 1995, ISBN non esistente.
- Il gatto con gli stivali, Milano, Dami Editore, 1996, ISBN 88-09-60727-9.
- Cosa farò da grande, Milano, Dami Editore, 1996, ISBN 88-09-60745-7.
- Peter Holeinone, Il grande smeraldo, illustrazioni di Tony Wolf, Milano, Dami Editore, 1996, ISBN 88-09-60709-0.
- Il soldatino di piombo, Milano, Dami Editore, 1996, ISBN 88-09-60738-4.
- Teddy cowboy, Milano, Dami Editore, 1997, ISBN 88-09-60779-1.
- Teddy marinaio, Milano, Dami Editore, 1997, ISBN 88-09-60780-5.
- Teddy esploratore, Milano, Dami Editore, 1997, ISBN 88-09-60781-3.
- La banca del bosco, Milano, Dami Editore, 1997, ISBN 88-09-60768-6.
- Tommy e il sommergibile, Milano, Dami Editore, 1997, ISBN 88-09-60790-2.
- Jumbo nella giungla, Milano, Dami Editore, 1997, ISBN 88-09-60784-8.
- Tommy e la sfida, Milano, Dami Editore, 1997, ISBN 88-09-60789-9.
- Jumbo sul ghiaccio, Milano, Dami Editore, 1997, ISBN 88-09-60782-1.
- Volpino e l'uva, Milano, Dami Editore, 1997, ISBN 88-09-60785-6.
- Volpino e il formaggio, Milano, Dami Editore, 1997, ISBN 88-09-60786-4.
- Volpino e il palloncino, Milano, Dami Editore, 1997, ISBN 88-09-60787-2.
- Tommy e la mongolfiera, Milano, Dami Editore, 1997, ISBN 88-09-60788-0.
- Gli sport, Milano, Dami Editore, 1997, ISBN 88-09-60800-3.
- Jumbo e le banane, Milano, Dami Editore, 1997, ISBN 88-09-60783-X.
- (ES) Stelio Martelli, La Biblia para los niños, illustrazioni di Tony Wolf, San Pablo Comunicación SSP, 1997, ISBN 84-285-1682-0.
- I mestieri, Milano, Dami Editore, 1998, ISBN 88-09-60852-6.
- Il libro cuscino di Robin, Milano, Dami Editore, 1998, ISBN 88-09-60840-2.
- Gioca e impara (zainetto blu), Milano, Dami Editore, 1998, ISBN 88-09-60853-4.
- Sybille von Flüe, Pingu l'esploratore, illustrazioni di Tony Wolf, Milano, Dami Editore, 1998, ISBN 88-09-60706-6.
- (ES) Los Deportes, Molino Editorial, 1998, ISBN 84-272-7382-7.
- (ES) Los Oficios, Molino Editorial, 1998, ISBN 84-272-7383-5.
- Teddy. Il concorso fotografico, Milano, Dami Editore, 1999, ISBN 88-09-60964-6.
- L'albo delle mie prime foto, Milano, Dami Editore, 1999, ISBN 88-09-60978-6.
- Sybille von Flüe, Pingu il mago, traduzione di Peter Holeinone, illustrazioni di Tony Wolf, Milano, Dami Editore, 1999, ISBN 88-09-61081-4.
- Sybille von Flüe, Pingu festeggia, traduzione di Peter Holeinone, illustrazioni di Tony Wolf, Milano, Dami Editore, 1999, ISBN 88-09-60708-2.
- Sybille von Flüe, Pingo. I veri amici, traduzione di Peter Holeinone, illustrazioni di Tony Wolf, Milano, Dami Editore, 1999, ISBN 88-09-60965-4.
- Robin. Lo strano messaggio, Milano, Dami Editore, 1999, ISBN 88-09-60966-2.
- Sybille von Flüe, Pingu l'artista, traduzione di Elisabetta Dami, illustrazioni di Tony Wolf, Milano, Dami Editore, 1999, ISBN 88-09-61083-0.
- Sybille von Flüe, Pingu sfortunato, illustrazioni di Tony Wolf, Milano, Dami Editore, 1999, ISBN 88-09-61085-7.
- Folletti, Milano, Dami Editore, 1999, ISBN 88-09-60920-4.
- (FR) Contes de joli bois. Les dragons, Editions du Carrousel, 1999, ISBN 2-7456-0133-4.
- Andy Magoo, Tom & Penny. La pizzeria del bosco, illustrazioni di Tony Wolf, Milano, Dami Editore, 2000, ISBN 88-09-43003-4.
- Lo gnomo trova casa, Milano, Dami Editore, 2000, ISBN 88-09-43002-6.
- Il camper degli orsetti, Milano, Dami Editore, 2000, ISBN 88-09-60975-1.
- Sybille von Flüe, Pingu e i mostri di ghiaccio, traduzione di Peter Holeinone, illustrazioni di Tony Wolf, Milano, Dami Editore, 2000, ISBN 88-09-61077-6.
- Sybille von Flüe, Pingu. Una giornata faticosa, traduzione di Peter Holeinone, illustrazioni di Tony Wolf, Milano, Dami Editore, 2000, ISBN 88-09-61079-2.
- Peter Holeinone, Draghi, illustrazioni di Tony Wolf, Milano, Dami Editore, 2002, ISBN 88-09-61091-1.
- Pandi al mare, Firenze, Giunti Editore, 2003, ISBN 88-09-03082-6.
- La Bibbia, Milano, Dami Editore, 2003, ISBN 88-09-61156-X.
- Teddy e la luna, Milano, Dami Editore, 2004, ISBN 88-09-61269-8.
- Teddy e le stelle, Milano, Dami Editore, 2004, ISBN 88-09-61268-X.
- Pinocchio, Milano, Dami Editore, 2005, ISBN 88-09-60300-1.
- Leggi ritaglia e gioca con Teddy, Tommy e Volpino, Milano, Dami Editore, 2006, ISBN 88-09-61214-0.
- Teddy e il suo telefono, Milano, Dami Editore, 2009, ISBN 978-88-09-61574-8.
- I cuccioli, Milano, Dami Editore, 2010, ISBN 978-88-09-74863-7.
- Anna Casalis, Le più belle Principesse, illustrazioni di Tony Wolf, Milano, Dami Editore, 2010, ISBN 978-88-09-76452-1.
- Anna Casalis, Buon Natale!, illustrazioni di Tony Wolf, Milano, Dami Editore, 2011, ISBN 978-88-09-76899-4.
- Maghi, Milano, Dami Editore, 2012, ISBN 978-88-09-77859-7.
- Anna Casalis, Brum brum. Macchine, illustrazioni di Tony Wolf, Milano, Dami Editore, 2013, ISBN 978-88-09-78137-5.
- Le più belle fiabe di Tony Wolf in filastrocche, Milano, Dami Editore, 2014, ISBN 978-88-09-99448-5.
- Clementina Coppini, Le più belle filastrocche, illustrazioni di Tony Wolf, Milano, Dami Editore, 2015, ISBN 978-88-09-80732-7.
- Peter Holeinone, Fate. Le storie del bosco, illustrazioni di Tony Wolf, Milano, Dami Editore, 2015, ISBN 978-88-09-82452-2.
- Peter Holeinone, Il piccolo dinosauro. Le storie del bosco, illustrazioni di Tony Wolf, Milano, Dami Editore, 2016, ISBN 978-88-09-83665-5.
- Il mio grande libro, Milano, Dami Editore, 2016, ISBN 978-88-09-83668-6.
- Maghi. Le storie del bosco, Milano, Dami Editore, 2016, ISBN 978-88-09-83664-8.
- Anna Casalis, Fattoria, illustrazioni di Tony Wolf, Milano, Dami Editore, 2016, ISBN 978-88-09-82827-8.
- Anna Casalis, La città, illustrazioni di Tony Wolf, Milano, Dami Editore, 2017, ISBN 978-88-09-85642-4.
- Rosalba Troiano, Il bosco. Sfoglia le pagine e ascolta i rumori del bosco, illustrazioni di Tony Wolf, Milano, Dami Editore, 2018, ISBN 978-88-09-86965-3.
- Anna Casalis, Tocca e senti i dinosauri, illustrazioni di Tony Wolf, Milano, Dami Editore, 2018, ISBN 978-88-09-86294-4.
- L'alfabetiere di Tony Wolf, Milano, Dami Editore, 2019, ISBN 978-88-09-86340-8.
- Il libro segreto degli gnomi, Milano, Dami Editore, 2019, ISBN 978-88-09-87982-9.
- Anna Casalis, In giro per l'Europa con Tony Wolf, illustrazioni di Tony Wolf, Milano, Dami Editore, 2020, ISBN 978-88-09-89456-3.
- Anna Casalis, La fattoria. Imparo a disegnare con Tony Wolf, illustrazioni di Tony Wolf, Milano, Dami Editore, 2021, ISBN 979-12-59740-87-8.
- Il grande libro degli animali di Tony Wolf, Milano, Dami Editore, 2021, ISBN 978-88-09-88011-5.

## Tarocchi d'arte
- Pietro Alligo, Tarocchi degli gnomi. I tarocchi più piccoli del mondo, illustrazioni di Tony Wolf, Torino, Lo Scarabeo, 1987. (22 illustrazioni)
- Pietro Alligo, Lo zodiaco dei folletti, illustrazioni di Tony Wolf, Torino, Lo Scarabeo, 1988. (22 illustrazioni)
- I tarocchi della buona tavola, Torino, Lo Scarabeo, 1990. (22 incisioni all'acquaforte su 11 fogli, tiratura limitata a 50 copie)
- Giordano Berti, Tarocchi dei celti, illustrazioni di Tony Wolf, Torino, Lo Scarabeo, 1991. (22 illustrazioni)
- Tarocchi degli gnomi, Torino, Lo Scarabeo, 1993. (78 illustrazioni)
- Tarocchi dei folletti, Torino, Lo Scarabeo, 1997. (78 illustrazioni)
- Giordano Berti e Bepi Vigna, Tarocchi dei Druidi, illustrazioni di Tony Wolf e Severino Baraldi, Torino, Lo Scarabeo, 2006. (78 illustrazioni)